# Hawaii Film Studio
Das Hawaii Film Studio in Honolulu im US-Bundesstaat Hawaii ist das einzige staatliche Filmstudio in den Vereinigten Staaten.

## Geschichte
Im Jahr 1975 mietete das Fernsehproduktionsunternehmen CBS Productions ein 4,8-Acre großes Grundstück nahe Diamond Head, das der University of Hawaii at Manoa gehört, für die Produktion der Fernsehserie Hawaii Fünf-Null. Im folgenden Jahr errichtete es auf dem Gelände verschiedene Gebäude, die Teil des Filmstudios wurden. 1987 gewährte der Staat Steuermittel von 10 Mio. US-Dollar für den Bau einer 1533 m² großen Soundstage. 1989 übernahm das staatliche Department of Business, Economic Development and Tourism die Kontrolle und erweiterte das Gelände auf 7,5 Acres. Bis 2002 gaben allein die Produktionsgesellschaften, welche die Soundstage nutzten, in Hawaii 173 Mio. US-Dollar aus. 2014 wurden für 1,4 Mio. US-Dollar Renovierungen an der Infrastruktur vorgenommen, 2017 erfolgten für 3,3 Mio. US-Dollar weitere Umbauten.

## Produktionen
Zu den bekanntesten Produktionen gehören:
- Hawaii Fünf-Null
- Jake und McCabe – Durch dick und dünn
- Raven
- The Byrds of Paradise
- One West Waikiki
- Baywatch Hawaii
- North Shore
- Lost
- Last Resort
- Beverly Hills, 90210
- Emergency Room – Die Notaufnahme (Afrika Episoden)
- 50 erste Dates
- Final Fantasy
- Welcome to the Jungle
- Blue Crush
- George – Der aus dem Dschungel kam
- Mein großer Freund Joe
- Die Brady Family 2
- Tränen der Sonne
- Hawaii Five-0
- Magnum P.I.
- Navy CIS: Hawaiʻi